# Bebot
Bebot – piosenka pop, dance i hip hop, amerykańskiej grupy muzycznej The Black Eyed Peas, pochodząca z jej czwartego albumu studyjnego Monkey Business. Do piosenki stworzono dwa teledyski, które nagrano i wydano na początku lipca 2006. Piosenka tematyką jest podobna do "The Apl Song", piosenki wydanej na płycie Elephunk w 2003.